# Éliane Radigue
Éliane Radigue, född 24 januari 1932, är en fransk tonsättare. Hennes val att uteslutande använda långa toner, så kallade drones, gör att hennes estetik anses befinna sig i gränslandet mellan minimalism, elektronisk musik och spektralmusik. Då hennes verk präglas av en andlig dimension, får hennes musik en meditativ karaktär. Fram till år 2000 skrev hon sina verk utifrån modulsynten ARP 2500, och magnetbandspelare. Sedan 2002 samarbetar hon med flera musiker och skapar verk för akustiska instrument.

## Biografi
Éliane Radigue föddes och växte upp i Paris och gifte sig sedan i Nice med konstnären Arman, med vilken hon fick tre barn. Hon umgicks med samtliga konstnärer i Nice-skolan och i synnerhet Ben Vautier, Robert Filliou och Yves Klein. Hon studerade piano, harpa och började komponera ganska tidigt. På 1950-talet påbörjade hon sitt skapande efter att ha hört ett radioprogram tillägnat Pierre Schaeffer, grundaren av konkret musik. Hon träffade honom strax därpå på en konferens tillägnad Gurdjieff. Han bjöd in henne till Studio d'Essai och hon blev hans elev och arbetade i studion under de tillfällen hon vistades i Paris. I slutet av 1950-talet slutade hon på Studio d'essai och ägnade sig åt att hålla föredrag om konkret musik. Éliane Radigue och Arman bodde i Nice fram till separationen i slutet av 1967. Hon flyttade då tillbaka till Paris där hon återupptog komponerandet, samtidigt som hon blev assistent till Pierre Henry. Hon medverkade i färdigställandet av stycket L’Apocalypse de Jean. Hon hade tidigare arbetat med några klipp till verket L'occident est en bleu, vid Studio d'Essai. Det var vid studio Apsome som hon utvecklade sin teknik och började komponera stycken präglade av musikaliska inslag som senare betraktas utgöra originaliteten i hennes musik.
- användandet av drones;
- återkoppling och akustisk rundgång;
- extrem expandering av tiden;
- oändliga variationer av ljudets beståndsdelar.

Samtliga dessa tekniker är främmande för Schaeffers och Henrys ideal. Följaktligen distanserade hon sig från GRM och arbetade hemma med studiomaterial (mikrofoner och magnetbandspelare). Parallellt reste hon till USA, där hon träffade flera minimalistiska tonsättare: LaMonte Young, Alvin Lucier, Charlemagne Palestine, James Tenney, Steve Reich, Philip Glass och Phill Niblock.
1970 blev hon kvar i New York under ett år och började lära sig att arbeta med synt på New York University, i en studio som hon delade med Laurie Spiegel. Hon komponerade sitt första musikstycke uteslutande med ljud från en Buchla installerad av Morton Subotnik. Där upptäckte hon modulsynten, som blev hennes instrument fram till 2000, ARP 2500. Kring år 2000 började hennes samarbete med Kasper Toeplitz och hon lämnade synten för att ägna sig åt akustiska instrument.

## Verk
Éliane Radigues samlade verk kan delas in i tre perioder
1. 1968–1971: stycken komponerade på återkoppling eller oändliga bandslingor som med tiden hamnar ur synk.
2. 1971–2001: stycken komponerade med ARP 2500 och bandstycken.
3. Sedan 2002: akustiska instrumentalverk.

Det är svårt att kategorisera Eliane Radigues musik, då den skiljer sig markant från de stora 'klassiska' tendenserna inom den nutida konstmusiken. Hennes musik är präglad av minimalismens tekniker och kompositionsmetoder men även den elektroakustiska, på grund av hennes sätt att använda instrumentet. Tonsättaren utvecklar ett ljudfält som kombinerar långa, täta, lågfrekventa ljud och som med tiden långsamt förändras.
Efter ett framförande av det första av hennes Adnos verk 1974 på Mills College, på inbjudan av Terry Riley, uppmärksammade en grupp franska studenter på besök det starka bandet mellan hennes musik och meditation, och föreslog att hon skulle bekanta sig med tibetansk buddhism. Hon konverterade senare till denna religion och ägnade tre år åt att praktisera den under ledning av den tibetanske mästaren Pawo Rinpoche, som sedan uppmuntrade henne att fortsätta sitt arbete med musiken.
Éliane Radigue återvände till komponerandet med samma mål och metoder som tidigare. Hon avslutade Adnos II 1979 och Adnos III 1980. Sedan kom en serie verk tillägnade Milarépa, en stor tibetansk yogi känd för sina Tusen sånger som utgör grunden till hans lära. Det är Songs of Milarepa följda av Jetsun Mila som beskriver den store mästarens liv. Verken skrevs på beställning av franska kulturministeriet.
Mot slutet av 1980-talet och i början av 1990-talet ägnade sig Radigue åt ett ovanligt verk, kanske hennes mästerverk, den tre timmar långa Trilogie de la mort, vars första del Kyema, Intermediate State följer medvetandets sex olika tillstånd. Detta verk bär influenser av Bardo thodol, genom att den hänvisar till hennes mediterande, samt till Pawo Rinpoches och hennes son Yves Armans död. Trilogins första volym, Kyema, är hennes första publika inspelning och gavs ut på Phill Niblocks skivbolag XI.
År 2000 i Paris kom hennes sista elektronmusikstycke till, l'Ile Re-sonante, som belönades med Golden Nica 2006 på Festivalen Ars Electronica i Linz.
År 2004, på begäran av basisten och tonsättaren Kasper T. Toeplitz, uruppfördes hennes allra första instrumentalverk, Elemental II, inspelat på skivbolaget r.o.s.a., som Toeplitz grundat speciellt för ändamålet (stycket återskapades sedan av laptopsimprovisationsgruppen The Lappetites som hon blev medlem i, och hon deltog även i deras första album Before the Libretto på skivbolaget Quecksilber 2005). Hädanefter ägnade hon sig uteslutande åt att skapa verk för akustiska instrument. Först, tillsammans med den amerikanske cellisten Charles Curtis, uruppfördes verket Naldjorlak i New York i december 2005. Verket spelades sedan ett trettiotal gånger på konserter runtom i Europa och USA. Sedan tillkom Naldjorlak II för två bassetthorn spelade av Carol Robinson och Bruno Martinez, och som uruppfördes i september 2007 på Aarau-festivalen (Schweiz). De tre musikerna har sedan fortsatt arbetet tillsammans med Éliane Radigue med trion Naldjorlak III. Samtliga tre delar av Naldjorlak presenterades i Bordeaux 24 januari 2009. I juni 2011, i London, uruppfördes hennes första stycke för soloharpa Occam I, spelad av Rhodri Davies.
Éliane Radigues konkreta musik – av elektronisk natur – tolkas regelbundet i högtalarorkester, på hennes begäran av Emmanuel Holterbach och Lionel Marchetti.

## Uruppföranden i urval
- Chry-ptus New York Cultural Art Center, 1971
- 7th Birth New York, 1972
- Geelriandre Théâtre de la Musique, Paris, 1972
- Psy 847 The Kitchen, New York, 1973
- Arthesis Theater Vanguard, Los Angeles, 1973
- Biogenesis and Transamorem Transmortem The Kitchen, New York, 6 mars 1974
- Adnos Festival d'Automne, Paris, 1974
- 7 petites pièces pour un Labyrinthe Sonore GERM, Paris, 1975
- Adnos II Mills College, Oakland, 1980
- Adnos III, Prélude à Milarepa, Experimental Intermedia Foundation, New York, 1982
- 5 Songs of Milarepa San Francisco Art Institute, 1984
- Jetsun Mila, Vie de Milarepa, GERM, Paris, 1986
- Kyema New Langton Arts, San Francisco, 1988
- Kailasha Experimental Intermedia Foundation, New York, 1991
- Koume Mamac, Festival MANCA, Nice, 1993
- Elemental II  Festival Cités soniques, CCmix, 24 janvier 2004
- Naldjorlak  Tenri Cultural Institute, New York, 5 décembre 2005
- Occam I  Christ Church Spitalfields, Londres, 14 juin 2011

## Diskografi
- E = A = B = A + B (2 x 7" limited edition) (Galerie Yvon Lambert, 1969 reprise par Povertech Industries, 2000)
- Songs of Milarepa (single disc) (Lovely Music, 1983)
- Jetsun Mila (Lovely Music, 1987)
- Kyema, Intermediate States (Experimental Intermedia, 1992)
- Mila's Journey Inspired by a Dream (Lovely Music, 1992)
- Biogenesis (Metamkine, 1996)
- Trilogie de la Mort (Experimental Intermedia, 1998)
- Songs of Milarepa (two discs) (Lovely Music, 1998)
- Adnos I-III (Table of the Elements, 2002)
- Geelriandre / Arthesis (Fringes Archive, 2003)
- Elemental II (Records of Sleaze Art, 2004)
- L'Ile Re-sonante (Golden Nica, Ars Electronica 2006, Shiiin, 2005)
- Chry-ptus (Schoolmap, 2007)
- Naldjorlak  pour Charles Curtis, (Shiiin, 2008)
- Ψ 847 (Oral, 2013)

Trippel-CD:n Trilogie de la mort  innefattar även Kyema Intermediate states.
Dubbelalbumet Songs of Milarepa  innefattar även Mila's Journey Inspired by a Dream.

### Tillsammans medThe Lappetites
- Before the Libretto (Quecksilber, 2005)